# Myriam Bédardová
Myriam Bédardová (* 22. prosince 1969 Loretteville) je bývalá kanadská biatlonistka. Po zimních olympijských hrách v roce 2014 byla stále jediným mimoevropským držitelem zlaté olympijské medaile v biatlonu.
Pochází z předměstí Québecu, začínala jako krasobruslařka, v patnácti letech vstoupila do armádního biatlonového oddílu. V sedmnácti letech se stala kanadskou juniorskou šampiónkou, v roce 1989 debutovala mezi seniorkami. Skončila na druhém místě v celkovém pořadí Světového poháru v sezónách 1990/91 a 1992/93. Na mistrovství světa v biatlonu 1993 vyhrála na 7.5 km a na 15 km byla druhá. Na olympiádě 1992 byla dvanáctá ve sprintu na 7,5 km, třetí v individuálním závodě a jedenáctá ve štafetě. Na olympiádě 1994 vyhrála oba závody jednotlivců a s kanadskou štafetou skončila patnáctá. V roce 1994 získala cenu pro kanadského sportovce roku Lou Marsh Trophy.
Po dvojnásobném olympijském vítězství odešla na mateřskou dovolenou. Zúčastnila se ještě olympiády 1998, kde skončila na kratší trati na 32. místě a na delší dojela padesátá.